# Вивес, Карлос
Ка́рлос Ви́вес Рестрепо (исп. Carlos Vives Restrepo; род. 7 августа 1961, Санта-Марта, Колумбия) — колумбийский певец (автор-исполнитель), актёр. Лауреат премии «Грэмми».

## Биография
Родился 7 августа 1961 года в Санта-Марте (Магдалена, Колумбия), где и прожил первые 12 лет своей жизни. Затем семья в поисках лучшей жизни переехала в Боготу.
Получил степень публициста в Университете имени Хорхе Фаддея Лозано.

## Личная жизнь
Сейчас Вивес женат на бывшей мисс Колумбия Клавдии Васкес (исп. Сlaudia Elena Vásquez). У них двое детей: Елена Вивес и Педро Вивес. Карлос проводит свое время между Майами и Колумбией, в основном в Санта-Марте и Боготе.

## Дискография
См. также «Carlos Vives discography» в английском разделе.

### Альбомы
- 1986 — Por Fuera y Por Dentro / Снаружи и внутри
- 1987 — No Podrás Escapar de Mí / Ты не сможешь убежать от меня
- 1989 — Al Centro de la Ciudad / В центре города
- 1991 — Escalona: Un Canto A La Vida / Эскалона: Песня жизни
- 1992 — Escalona: Vol. 2 / Эскалона: часть вторая
- 1993 — Clásicos de la Provincia / Классика провинции
- 1995 — La Tierra del Olvido / Забытая земля
- 1997 — Tengo Fe / Имею веру
- 1999 — El Amor de Mi Tierra / Любовь моей земли
- 2000 — 15 Exitos / 15 успехов
- 2001 — Déjame Entrar / Позволь мне войти
- 2004 — El Rock de Mi Pueblo / Рок моего народа
- 2009 — Clásicos de la Provincia II / Классика провинции 2
- 2013 — Corazón Profundo / Глубокое сердце
- 2014 — Más + Corazón Profundo / Ещё + Глубокое сердце
- 2015 — Más Corazón Profundo En Vivo De La Bahia De Santa Marta

## Премии и номинации
См. «Carlos Vives#Awards and nominations» в английском разделе.